# Либер, Джеффри
Джеффри Либер (англ. Jeffrey Lieber, род. в Эванстоне, Иллинойс, США) — американский сценарист и продюсер. Наиболее известен как один из создателей популярного американского телесериала «Остаться в живых».
Канал ABC нанял Либера написать сценарий для пилотной серии сериала. Первоначальный набросок Либера, позднее названный Нигде (англ. Nowhere), представлял собой реалистичную драму, во многом основанную на Повелителе мух и Изгое. По мере развития проекта ABC изменил направление сериала, заданное Либеру, и нанял Абрамса и Дэймона Линделофа, у которых была полная свобода на собственной студии, переписать сценарий.
Арбитражные органы постановили, а Американская гильдия сценаристов настояла на признании Либера одним из создателей сериала. Несмотря на написанный им сценарий пилота, Джеффри Либер больше не принимал участия в дальнейшей судьбе шоу.